# AFK Podilja (Hmeljnycki)
A.F.K. Podilja je ukrajinski nogometni klub iz grada Hmeljnyckog u istoimenoj oblasti. 
U sezoni 2006/07., igraju u Peršoj ligi.

## Povijest
Podilja je osnovana 1951. od jedne hmeljničke atletske skupine. 
Klub nosi ime po ukrajinskoj pokrajini, Podolju, ukr. Podilja.

## Vanjske poveznice
- https://web.archive.org/web/20110720000820/http://www.fcpodillya.km.ua/ Neslužbene klupske stranice
- http://fcpodillya.km.ua/index.php?do=static&page=history Klupska povijest
- http://fcpodillya.km.ua/index.php?do=static&page=stadio Stadion